# Kriget i Östergötland
Kriget i Östergötland je švédský němý film z roku 1906. Film trvá zhruba 15 minut. Film měl premiéru 29. září 1906 v kině v Göteborgu.

## Děj
Film zachycuje vojenský manévr v Östergötlandu.